# Nadační fond nezávislé žurnalistiky
Nadační fond nezávislé žurnalistiky (zkratka NFNZ) je český nadační fond založen v roce 2016, jehož cílem je pluralita a svoboda českých médií pro zajištění základních předpokladů demokratického politického systému a kultivace mediálního prostředí. Pomocí grantů, cen a odborné asistence NFNZ podporuje jednotlivé novinářské redakce a jednotlivce, kteří usilují o rozšiřování názorově rozlišných a společensky důležitých informací.

## Působení
- Podpora investigativní a analytické novinařiny, rozvoj nezávislých médií – investigativní granty jednou ročně, rozvojové granty, mimograntová podpora a další.
- Kultivace mediálního prostoru a obrana novinářského stavu – hodnocení důvěryhodnosti zpravodajských serverů; inovativní řešení ve zpravodajství; mediální kritika.
- Boj proti dezinformacím a fake news – výzkumy, přednášky, debaty, videospoty.
- Veřejnoprávní média – obrana nezávislosti veřejnoprávních médií, osvěta v oblasti mediálních rad.
- Podpora novinářské profese – konference Novinářské fórum a Novinářské ceny [2].
- Aktivity v mediálním vzdělávání

### Projekt MediaRating
V červenci 2019 NFNZ publikoval Rating, který hodnotí důvěryhodnost českých médií. Rating je založen na dodržování základních novinářských norem a zaměřuje se na tři charakteristiky – transparentnost média, poctivé nakládání se zdroji a profesionální práce se sdělením.  V první fázi byly hodnoceny zpravodajské weby, v září 2020 byl rating rozšířen o hodnocení 3 dalších skupin médií – tištěných deníků, publicistických časopisů a online publicistických titulů. Navíc byl v září 2020 byl na základě shody mezi NFNZ, Konšpirátori.sk, společností Semantic Visions a projektem Atlas konspirací vytvořen přehled českých konspiračních a antisystémových serverů.
Z hlediska zvyšování kvality novinářské práce:
1. Novináři, šéfredaktoři
- Rating jim ukazuje, že dodržovat základní standardy je důležité a veřejnost to sleduje.
- Již po zveřejnění první fáze ratingu upravila celá řada redakcí způsob odkazování na původní zdroje, začala důsledněji oddělovat reklamu od redakčního obsahu a doplnila chybějící údaje o redakci, vydavateli a kontakty na jednotlivé redaktory.

2. Vydavatelství a majitelé médií
- mají přehled o tom, zda a do jaké míry jejich redakce dodržují základní normy novinářské práce, a zároveň vědí, že pokud má redakce snížené hodnocení v ratingu, hrozí jim odliv inzerentů.

3. Firmy a mediální agentury
- mají přehled o tom, která média dodržují standardy a mohou se rozhodnout zadávat reklamu v těch, která je dodržují;
- mají k dispozici přehled konspiračních webů a možnost se jednoduše rozhodnout o vyřazení konspiračních médií ze seznamu míst, kde inzerovat.

V listopadu 2019 ve spolupráci s Karlovou univerzitou NFNZ publikovalo Atlas konspirací, webovou databázi konspiračních teorií, populistických rámování a dezinformací z online světa.
V roce 2023 se MediaRating řídí novou metodikou, která je volně dostupná na webu projektu. Upravená metodika reaguje na dynamicky se měnící mediální prostředí. Byla přidána nová kategorie Junk news, do které spadají kvazi-mediální weby. Došlo k vyřazení médií s politicky exponovaným vlastníkem. Metodika zároveň dává větší roli obsahu a práci s ním. „Více například penalizuje špatnou práci se zdroji informací a nedodržování pravidel při přebírání zpráv, více než dříve zohledňuje redakční praxi i práci s agenturními zprávami,” poznamenává Petr Orálek. 
V roce 2024 vyšla nová aktualizace MediaRatingu, která upozorňuje na pozitivní i negativní trendy v české mediální krajině. Zatímco mnohá média se zlepšila v transparentnosti a informování o svých vlastnických strukturách, stále přetrvávají problémy s rozlišením redakčního a reklamního obsahu. Směšování zpravodajských a názorových žánrů rovněž zůstává problémem, který oslabuje důvěryhodnost médií. Podle výkonného ředitele NFNZ Davida Klimeše mohou česká média nejlépe čelit politickému či ekonomickému tlaku tím, že posílí svou důvěryhodnost u čtenářů tím, že se vyhnou těmto nedostatkům.

### Projekt Mapa médií
Projekt začal v roce 2023 mapováním ekonomických a finančních webů a klade si za cíl zmapovat český online mediální prostor tím, že poskytne základní informace o zpravodajských a publicistických webech. Projekt se zaměřuje na transparentnost vlastnictví a redakcí, oddělení reklamy od redakčního obsahu a podíl původního obsahu na těchto webech. Cílem je usnadnit informovaný výběr médií a přispět k posílení důvěryhodnosti a kvality žurnalistiky v České republice. Mapa médií tak pomáhá veřejnosti lépe se orientovat v nepřehledné mediální krajině. 
V dubnu 2024 byl projekt Mapa médií rozšířen, nově se zaměřuje na bulvární a lifestylová online média. Z analýzy dvaceti osmi sledovaných webů vyplývá, že jen malá část z nich nabízí vlastní obsah, přičemž osm z nich dosáhlo alespoň čtvrtiny originální produkce. Projekt Nadačního fondu nezávislé žurnalistiky upozorňuje na nedostatečnou transparentnost v oblasti vlastnictví a oddělení reklamního obsahu od redakčních textů, čímž usiluje o zvýšení kvality a důvěryhodnosti mediálního prostředí v ČR.

### Výkonný ředitel
Výkonní ředitelé (od – do):
- Tomáš Klvaňa (2016 – 28. února 2017)
- Josef Šlerka (15. srpna 2017 – 31. března 2021)[10]
- Kateřina Hrubešová (1. května 2021 – 28. února 2022)[11][12]
- Petr Orálek (1. květen 2022 – 31. srpen 2023)[13][14]
- David Klimeš (1. září 2023 – 28. února 2025)[15][16]

### Správní rada
Štefan Szabó, Helena Chaloupková, Marína Urbániková, Václav Muchna, Tomáš Richter

### Dozorčí rada
František Dostálek, Petr Laštovka

### Expertní rada
Josef Šlerka, Jakub Macek, Michal Kašpárek, Jan Motal, Marie Němcová, Lenka Vochocová, Veronika Sedláčková, Václav Štětka, Jaroslav Veis, Tomáš Trampota, Lenka Waschková Císařová

## Podpořené projekty
NFNZ rozděluje granty již od roku 2016, za tuto bylo podpořeno 241 projektů. Kompletní seznam podpořených projektů je k dispozici online:
- 2017 - Reportér, Neovlivní.cz, Hlídací pes[18]
- 2018 - Nadace Open Society Fund Praha (Novinářská cena)
- 2019 - Brit Jensen (Účast v porotě soutěže PRIX EUROPE 2019), Investigace.cz, HlídacíPes.org (Mediální rady – věc veřejná), Hnutí DUHA – Sedmá generace (Jak zachovat úrodnou půdu), Deník N (Tváře normalizace), Reportér Magazín (Zákulisí moci: co se děje pod povrchem), Společnost Ferdinanda Peroutky (Cena Ferdinanda Peroutky 2018), Sinopsis (Analytické zpravodajství o současné Číně a česko-čínských vztazích – Newsletter Sinopsis), Evropské hodnoty (Tréninkový program občanské žurnalistiky), Neovlivní.cz (Fake news jako nástroj českých politiků), Demagog.cz (sliby vlády Andreje Babiše)
- 2020 - Deník N (Čínský restart – dopady česko-čínského sbližování posledních let), Člověk v tísni (Jeden svět na školách – Mediální vzdělávání), Nadace Open Society Fund Praha (Novinářská cena)
- 2021 - Grantová výzva Jaro: Deník Referendum (Evropské dotace na energetickou transformaci ČR: opět do špatných kapes), investigace.cz (Češi v Karibiku), Hlídací pes (Nikomu nic), Hlídací pes (Mediální rady II), Reportér (Byznys v zákulisí covidu), Náš Liberec (Regionální investigativa), A2larm (A)sociální stát? Co nás pandemie naučila o systému státní podpory), Ekonews (Špinavé miliardy)
- 2022 - NFNZ poskytl finanční podporu celkem 44 projektům: A2larm, Reportér, Investigace, Ekonews, Člověk v tísni, Nadace OSF, Aktuálně.cz, Deník N, Magdalena Sodomková, Voxpot, Deník N, Tereza Engelová, Hospodářské noviny, Novoe vremja, Ukrajinská Pravda, Media Marketing Services, Forum 24, Echo 24, Deník Referendum, Přítomnost, Hlídací pes, Asociace Online Vydavatelů, Oživení, Brit Jensen
- 2023 - NFNZ poskytl finanční podporu celkem 44 projektům: Investigace, Barbora Postránecká, Voxpot, Deník Alarm, Ekonews, Nadace OSF, Člověk v tísni, Reportér, Euractiv.cz, Deník N, Deník Alarm, Ekolist, Fotball Club, Heroine, Drbna.cz, Voxpot, Dok.revue, Magdaléna Sodomková, Independent Media Club, Economia, HlídacíPes.org, Ekonews, Deník N, Deník Alarm, Euractiv.cz, Heroine, Zuzana Šotová, Michal Tomeš, Jakub Adam, Pavla Hubálková, Jana Václavíková, Zvol si info, Souderground, Dominika Perlínová, Barbora Chaloupková, Apolena Rychlíková

## Kontroverze

### Hodnocení médií a MediaRating
Kriticky se vůči svému hodnocení nadací NFNZ v srpnu 2018 vyjádřil Deník Referendum a kritice ze stran dotčených médií čelil a za chybný byl považován i MediaRating sestavovaný NFNZ, jehož cílem mělo být „nezávislé hodnocení důvěryhodnosti médií“. Za chybný jej v březnu 2022 považovalo vedení společnosti INCORP a.s. provozující informační web EuroZprávy.cz. Na příkladu Forum24 poukázal na sporné hodnocení v únoru 2023 i investigativní novinář Jakub Zelenka.

### Podpora neziskové organizace Evropské hodnoty
V létě 2021 Mediář upozornil na podporu nevládní neziskové organizace Evropské hodnoty, jejímž výkonným ředitelem je Jakub Janda a která u některých odborníků budí kontroverze a považují ji za aktivistickou organizaci.

### Financování
V září 2021 redakce CNN Prima NEWS upozornila, že nadační fond NFNZ není transparentní, když nezveřejňuje, od koho finanční prostředky získává, a politolog Jan Kubáček uvedl, že nejasnost odporuje západoevropským i euroatlantickým hodnotám nadací, které fungují i staletí a k nimž se NFNZ hlásí. V dubnu 2023 nadace NFNZ neuvádění dárců odůvodnila zkušeností, kdy grantista o dárci nepsal lichotivě a ten v reakci přestal fond podporovat; nezveřejňováním má držitele grantů před závazky vůči dárcům chránit.
Ve snaze zvýšit transparentnost financování jsou od roku 2023 nově zveřejňováni všichni dárci s příspěvkem vyšším než 50 000 Kč za rok. Tyto dárce je možné dohledat ve Výroční zprávě.
Dárci fondu pocházejí z řad soukromých podnikatelů a veřejnosti. Fond nepřijímá dary od orgánů jakéhokoliv státu či samosprávy a politicky exponovaných osob. U darů převyšujících 50 000 Kč je výkonný ředitel Nadačního fondu povinen vypracovat analýzu vazeb potenciálního dárce na jiné subjekty včetně jeho účasti v orgánech jiných subjektů a v případě potenciálního rizika pro dobrou pověst Nadačního fondu předložit dar správní radě ke schválení.